# 陝西等処行中書省
陝西等処行中書省（せんせいとうしょ-こうちゅうしょしょう、以下陝西行省と略称する）は、元が設置した行中書省。

## 地理
現在の陝西省全域、甘粛省及び四川省の一部を管轄していた。

## 下部行政区画
- 行省直轄
  - 奉元路
  - 延安路
  - 興元路
  - 鳳翔府
  - 邠州
  - 涇州
  - 開成州
  - 荘浪州
- 鞏昌都総帥府
  - 鞏昌府
  - 平涼府
  - 臨洮府
  - 慶陽府
  - 秦州
  - 隴州
  - 寧州
  - 定西州
  - 鎮原州
  - 西和州
  - 環州
  - 金州
  - 静寧州
  - 蘭州
  - 会寧州
  - 徽州
  - 階州
  - 成州
  - 金洋州